# 나심 니컬러스 탈레브
나심 니컬러스 탈레브(영어: Nassim Nicholas Taleb, 1960년 ~ )는 레바논 태생의 미국 경영학자, 통계학자, 수필가, 위기분석전문가이다. 2007년 저서 《블랙 스완》에서 '검은 백조 이론'을 처음 제시하여 이후의 미국 경제위기를 예측한 것으로 유명하다.